# Ian Crocker
Ian Lowell Crocker (Portland, 31 agosto 1982) è un ex nuotatore statunitense.
Specializzato nella farfalla, ha vinto tre medaglie d'oro nella staffetta 4x100 m misti, sia a Sydney 2000 che ad Atene 2004 e a Pechino 2008, dove ha conquistato anche un argento individuale nei 100 m farfalla e un bronzo nella staffetta 4x100 m stile libero. Soprannominato "l'orsetto del Maine", il 30 luglio 2005 ha stabilito il record mondiale dei 100 farfalla con 50"40, primato che ha detenuto per circa quattro anni prima di essere battuto da Michael Phelps per 18 centesimi.
Ai Mondiali di nuoto svoltisi in marzo 2007, dopo aver nuotato a lungo in prima posizione, è stato bruciato al momento del tocco da Phelps, conquistando così l'argento.

Si è ritirato dalle competizioni al termine delle Olimpiadi di Pechino dove è giunto 4º nei 100 farfalla.

## Palmarès
- Olimpiadi

Sydney 2000: oro nella 4x100m misti.
Atene 2004: oro nella 4x100m misti, argento nei 100m farfalla e bronzo nella 4x100m sl.
Pechino 2008: oro nella 4x100m misti.
- Mondiali

Fukuoka 2001: argento nei 100m farfalla.
Barcellona 2003: oro nei 100m farfalla e nella 4x100m misti e argento nei 50m farfalla.
Montreal 2005: oro nei 100m farfalla e nella 4x100m misti e argento nei 50m farfalla.
Melbourne 2007: argento nei 50m farfalla e nei 100m farfalla.
- Mondiali in vasca corta

Indianapolis 2004: oro nei 50m farfalla, nei 100m farfalla, nella 4x100m sl e nella 4x100m misti.
- Giochi PanPacifici

Yokohama 2002: oro nei 100m farfalla.
Victoria 2006: oro nei 100m farfalla e nella 4x100m misti.